# Edith Boschová
Edith Boschová (* 31. května 1980 Den Helder, Nizozemsko) je bývalá reprezentantka Nizozemska v judu a majitelka tří olympijských medailí.

## Sportovní kariéra

### Úspěchy
- tři olympijské medaile
- mistryně světa z roku 2005
- čtyřnásobná mistryně Evropy
- mistryně Evropy v týmech z roku 2013

### Zajímavosti
- postoj: pravačka
- tokui-waza: strhy makikomi, aši-waza
- styl: taktický

Emotivní a intelektuálně založená Nizozemka patřila s výškou nad 180 cm mezi nejvyšší judistky ve střední váze. Svoji výšku uměla používat proti silovějším judistkám především v kombinaci s kontrachvaty. Ve své bohaté sportovní kariéře nezískala pouze zlatou olympijskou medaili. V roce 2004 ve finále neuhlídala soupeřčinu vítěznou techniku, když v zápase vedla na koku. V roce 2008 ji stejná soupeřka porazila v semifinále na wazari. V roce 2012 jí potom ve čtvrtfinále zaskočila výpadem kouči-gari německá reprezentantka. V opravách v posledních sekundách s Jihokorejkou vyrovnala skóre, aby jí po prodloužení přiřkli rozhodčí třetí olympijskou medaili v řadě. V tomto směru vyrovnala počet olympijských medailí svého ex-přítele Marka Huizingy.
S vrcholovou kariérou se rozloučila po zisku zlaté medaile jako členka nizozemského týmu na mistrovství Evropy v roce 2013. V Nizozemsku má status celebrity. Je zvaná do různých talkshow a účastní se reality show.

### Rivalky
- Masae Uenová
- Annett Böhmová
- Raša Sraková
- Gévrise Émaneová
- Anett Mészárosová
- Lucie Décosseová

## Výsledky
| Turnaj             | 1996         | 1997         | 1998         | 1999         | 2000         | 2001         | 2002         | 2003         | 2004         | 2005         | 2006         | 2007         | 2008         | 2009         | 2010         | 2011         | 2012         |
| Turnaj             | 16           | 17           | 18           | 19           | 20           | 21           | 22           | 23           | 24           | 25           | 26           | 27           | 28           | 29           | 30           | 31           | 32           |
| Turnaj             | střední váha | střední váha | střední váha | střední váha | střední váha | střední váha | střední váha | střední váha | střední váha | střední váha | střední váha | střední váha | střední váha | střední váha | střední váha | střední váha | střední váha |
| ------------------ | ------------ | ------------ | ------------ | ------------ | ------------ | ------------ | ------------ | ------------ | ------------ | ------------ | ------------ | ------------ | ------------ | ------------ | ------------ | ------------ | ------------ |
| Olympijské hry     | —            |              |              |              | 7.           |              |              |              | 2.           |              |              |              | 3.           |              |              |              | 3.           |
| Mistrovství světa  |              | 7.           |              | —            |              | úč.          |              | 3.           |              | 1.           |              | 5.           |              | úč.          | 5.           | 2.           |              |
| Mistrovství Evropy | —            | —            | —            | —            | 7.           | —            | 2.           | DQ           | 1.           | 1.           | 5.           | 3.           | —            | 3.           | —            | 1.           | 1.           |
| MS juniorů         | 1.           |              | 3.           |              |              |              |              |              |              |              |              |              |              |              |              |              |              |
| ME juniorů         | 1.           | 1.           | 3.           | 1.           |              |              |              |              |              |              |              |              |              |              |              |              |              |

## Podrobnější výsledky

### Olympijské hry
| Rok      | Kategorie    |  | 1/32                                | 1/16                             | čtvrtfinále                         | semifinále                     | opravy                            | opravy                             | o bronz                            | finále                         |
| -------- | ------------ |  | ----------------------------------- | -------------------------------- | ----------------------------------- | ------------------------------ | --------------------------------- | ---------------------------------- | ---------------------------------- | ------------------------------ |
| LOH 2000 | střední váha |  | volný los                           | výhra – waz/shi Nesria Trakiová  | prohra – (yus) Kate Howeyová        | –                              | výhra – (yus) Daniela Krukowerová | prohra – yuk/shi Ulla Werbroucková | –                                  | -                              |
| LOH 2004 | střední váha |  | volný los                           | výhra – waz+yuk Cecilia Blancová | výhra – 1:09/umm Elizabeth Copesová | výhra – waz/smk Annett Böhmová | –                                 | –                                  | –                                  | prohra – 3:10/stg Masae Uenová |
| LOH 2008 | střední váha |  | výhra – 0:40/uma Sisilia Naisigaová | výhra – waz/oug Rašida Wardanová | výhra – gs/kta Ronda Rouseyová      | prohra – waz/hrm Masae Uenová  | –                                 | –                                  | výhra – 3:14/hrm Leire Iglesiasová | -                              |
| LOH 2012 | střední váha |  | volný los                           | výhra – waz/uma Sally Conwayová  | prohra – waz/kou Kerstin Thieleová  | –                              | –                                 | výhra – yuk/shi Haruka Tačimotová  | výhra – (yus) Hwang Je-sul         | -                              |

### Mistrovství světa
| Rok     | Kategorie    |  | 1/64                             | 1/32                             | 1/16                             | čtvrtfinále                      | semifinále                       | opravy                           | opravy                           | opravy                           | o bronz                          | finále                           |
| ------- | ------------ |  | -------------------------------- | -------------------------------- | -------------------------------- | -------------------------------- | -------------------------------- | -------------------------------- | -------------------------------- | -------------------------------- | -------------------------------- | -------------------------------- |
| MS 1997 | střední váha |  | volný los                        | výhra Olga Artamonovová          | prohra Kate Howeyová             | –                                | –                                | výhra Anne Agoumeová             | výhra Sally Bucktonová           | prohra Emanuela Pierantozzivá    | –                                | -                                |
| MS 1999 | –            |  | nestartovala – Claudia Zwiersová | nestartovala – Claudia Zwiersová | nestartovala – Claudia Zwiersová | nestartovala – Claudia Zwiersová | nestartovala – Claudia Zwiersová | nestartovala – Claudia Zwiersová | nestartovala – Claudia Zwiersová | nestartovala – Claudia Zwiersová | nestartovala – Claudia Zwiersová | nestartovala – Claudia Zwiersová |
| MS 2001 | střední váha |  | x                                | výhra Annett Böhmová             | prohra Leyén Zuluetaová          | –                                | –                                | –                                | –                                | –                                | –                                | -                                |
| MS 2003 | střední váha |  | výhra Maddalena Sorrentinová     | výhra Sisilia Naisigaová         | výhra Alina Croitoruová          | výhra Cecilia Blancová           | prohra Masae Uenová              | –                                | –                                | –                                | výhra Čchin Tung-Ja              | -                                |
| MS 2005 | střední váha |  | volný los                        | výhra Samantha Loweová           | výhra Huda Miledová              | výhra Sagat Abikejevová          | výhra Maryna Pryščepová          | –                                | –                                | –                                | –                                | výhra Gévrise Émaneová           |
| MS 2007 | střední váha |  | volný los                        | výhra Yalennis Castillová        | výhra Kim Mi-čong                | výhra Ana Cacholaová             | prohra Ronda Rouseyová           | –                                | –                                | –                                | prohra Anett Mészárosová         | -                                |
| MS 2009 | střední váha |  | x                                | výhra Pürevdžargalyn Lchamdegd   | prohra Yuri Alvearová            | –                                | –                                | –                                | –                                | –                                | –                                | -                                |
| MS 2010 | střední váha |  | volný los                        | výhra Kelita Zupancicová         | výhra Kathleen Sellová           | výhra Hwang Je-sul               | prohra Anett Mészárosová         | –                                | –                                | –                                | prohra Raša Sraková              | -                                |
| MS 2011 | střední váha |  | výhra Marian Urdabajevová        | výhra Čchen Fej                  | výhra Natalija Smalová           | výhra Raša Sraková               | výhra Onix Cortésová             | –                                | –                                | –                                | –                                | prohra Lucie Décosseová          |

### Mistrovství Evropy
| Rok     | Kategorie    |  | 1/32                                        | 1/16                                        | čtvrtfinále                                 | semifinále                                  | opravy | opravy | o bronz | finále |                                             |
| ------- | ------------ |  | ------------------------------------------- | ------------------------------------------- | ------------------------------------------- | ------------------------------------------- | --- | --- | --- | --- | ------------------------------------------- |
| ME 1997 | –            |  | nestartovala – Claudia Zwiersová            | nestartovala – Claudia Zwiersová            | nestartovala – Claudia Zwiersová            | nestartovala – Claudia Zwiersová            | nestartovala – Claudia Zwiersová | nestartovala – Claudia Zwiersová | nestartovala – Claudia Zwiersová | nestartovala – Claudia Zwiersová |                                             |
| ME 1998 | –            |  | nestartovala – Karin Kienhuisová            | nestartovala – Karin Kienhuisová            | nestartovala – Karin Kienhuisová            | nestartovala – Karin Kienhuisová            | nestartovala – Karin Kienhuisová | nestartovala – Karin Kienhuisová | nestartovala – Karin Kienhuisová | nestartovala – Karin Kienhuisová |                                             |
| ME 1999 | –            |  | nestartovala – Claudia Zwiersová            | nestartovala – Claudia Zwiersová            | nestartovala – Claudia Zwiersová            | nestartovala – Claudia Zwiersová            | nestartovala – Claudia Zwiersová | nestartovala – Claudia Zwiersová | nestartovala – Claudia Zwiersová | nestartovala – Claudia Zwiersová |                                             |
| ME 2000 | střední váha |  | x                                           | prohra Úrsula Martínová                     | –                                           | –                                           | výhra Jelena Kotělnikovová | prohra Annett Böhmová | – | - |                                             |
| ME 2001 | –            |  | nestartovala – Nicky Boontjeová             | nestartovala – Nicky Boontjeová             | nestartovala – Nicky Boontjeová             | nestartovala – Nicky Boontjeová             | nestartovala – Nicky Boontjeová | nestartovala – Nicky Boontjeová | nestartovala – Nicky Boontjeová | nestartovala – Nicky Boontjeová |                                             |
| ME 2002 | střední váha |  | x                                           | výhra Amina Abd-el-Latifová                 | výhra Cecilia Blancová                      | výhra Raša Sraková                          | – | – | – | prohra Adriana Dadciová |                                             |
| ME 2003 | střední váha |  | výhra Cecilia Blancová                      | výhra Tamara Šeševićová                     | výhra Svitlana Timošenková                  | výhra Raša Sraková                          | z turnaje byla diskvalifikovaná za použití waki-gatame (v semifinále) – technika vede k příménu zranění soupeře a ve sportovním judu je její použití omezeno | z turnaje byla diskvalifikovaná za použití waki-gatame (v semifinále) – technika vede k příménu zranění soupeře a ve sportovním judu je její použití omezeno | z turnaje byla diskvalifikovaná za použití waki-gatame (v semifinále) – technika vede k příménu zranění soupeře a ve sportovním judu je její použití omezeno | z turnaje byla diskvalifikovaná za použití waki-gatame (v semifinále) – technika vede k příménu zranění soupeře a ve sportovním judu je její použití omezeno |                                             |
| ME 2004 | střední váha |  | volný los                                   | výhra Mirela Vasilanová                     | výhra Andrea Pažoutová                      | výhra Maryna Pryščepová                     | – | – | – | výhra Cecilia Blancová |                                             |
| ME 2005 | střední váha |  | volný los                                   | výhra Maryna Pryščepová                     | výhra Gévrise Émaneová                      | výhra Anett Mészárosová                     | – | – | – | výhra Ylenia Scapinová |                                             |
| ME 2006 | střední váha |  | volný los                                   | výhra Anett Mészárosová                     | výhra Cecilia Blancová                      | prohra Gévrise Émaneová                     | – | – | prohra Maryna Pryščepová | - |                                             |
| ME 2007 | střední váha |  | volný los                                   | výhra Marija Jančevová                      | výhra Heide Wollertová                      | prohra Gévrise Émaneová                     | – | – | výhra Catherine Jacquesová | - |                                             |
| ME 2008 | –            |  | nestartovala kvůli zranění – bez zastoupení | nestartovala kvůli zranění – bez zastoupení | nestartovala kvůli zranění – bez zastoupení | nestartovala kvůli zranění – bez zastoupení | nestartovala kvůli zranění – bez zastoupení | nestartovala kvůli zranění – bez zastoupení | nestartovala kvůli zranění – bez zastoupení | nestartovala kvůli zranění – bez zastoupení | nestartovala kvůli zranění – bez zastoupení |
| ME 2009 | střední váha |  | x                                           | výhra Anamari Velenšeková                   | výhra Erica Barbieriová                     | prohra Lucie Décosseová                     | – | – | výhra Anett Mészárosová | - |                                             |
| ME 2010 | –            |  | nestartovala – Linda Bolderová              | nestartovala – Linda Bolderová              | nestartovala – Linda Bolderová              | nestartovala – Linda Bolderová              | nestartovala – Linda Bolderová | nestartovala – Linda Bolderová | nestartovala – Linda Bolderová | nestartovala – Linda Bolderová |                                             |
| ME 2011 | střední váha |  | volný los                                   | výhra Marie Pasquetová                      | výhra Erica Barbieriová                     | výhra Anett Mészárosová                     | – | – | – | výhra Cecilia Blancová |                                             |
| ME 2012 | střední váha |  | volný los                                   | výhra Gemma Gibbonsová                      | výhra Erica Barbieriová                     | výhra Juliane Robraová                      | – | – | – | výhra Katarzyna Kłysová |                                             |